# Anaïs Jeanneret
Anaïs Jeanneret (* 11. Mai 1963 als Valérie Jeanneret in Paris) ist eine französische Schauspielerin und Schriftstellerin.

## Mannequin und Schauspielerin
Anaïs Jeanneret wurde 15-jährig entdeckt und als Mannequin gebucht. Noch im selben Jahr (1978) gab sie ihren Einstand beim Film. Bekannt wurde sie im März 1983 durch ihre Fotostrecke in der Rubrik „Mädchen des Monats“ im Herrenmagazin Lui. Daraufhin erhielt ihre Schauspielkarriere einen Schub; für Furore sorgte vor allem ihre Rolle der Gitarrenunterricht erhaltenden Viviane in Michel Devilles Literaturverfilmung Gefahr im Verzug, einer Mischung aus Dreiecksfilm, leidenschaftlicher Liebesgeschichte und Kriminaldrama.
Junge Nymphen, libertine Mädchen und sanfte Schönheiten blieben vorläufig auch weiterhin ihr Rollenfach, etwa 1986 in Yves Roberts Fernsehfilm L'été 36. In späteren Jahren vermied Anaïs Jeanneret Nacktauftritte und wirkte seit den 1990er Jahren überwiegend in Fernsehproduktionen mit, die zum Teil auch in Deutschland liefen. In dem melodramatischen Dreiteiler Nur aus Liebe (1992) spielte sie eine von ihrem Geliebten (Kim Rossi Stuart) Verlassene, in Nicolas Gessners im Jahr darauf gedrehten Vierteiler Estelle eine weitere Hauptrolle.

## Schriftstellerin
Im Jahr 1997 beendete Anaïs Jeanneret ihre Schauspieltätigkeit und wandte sich der Schriftstellerei zu. Bereits 1993 hatte sie den Prix du Quartier Latin für Les Poupées russes erhalten. Besondere Aufmerksamkeit erhielt 1999 ihr drittes Buch, Les yeux cernés, das sie auch in Kultursendungen präsentierte. 2014 erhielt sie für den Roman La Solitude des soirs d’été den Prix François-Mauriac. Übersetzungen ins Deutsche liegen bislang nicht vor.

## Fotografin
In den 2000er Jahren war sie einige Male für die französische Filmzeitschrift Studio Magazine als Fotografin tätig und fertige Porträts von Gérard Darmon, Serge Gainsbourg, Paul Boujenah und anderen an.

## Privates
In den 1980er Jahren hatte Jeanneret eine Beziehung mit Gérard Darmon, später mit dem Industriellen Jean Drucker, mit dem sie einen Sohn bekam. Nach dessen Tod heiratete sie den Unternehmer Vincent Bolloré und arbeitete in dessen Sender Direct 8.

## Filmografie
- 1978: Un orage immobile
- 1983: L’étrange château du docteur Lerne
- 1984: Der Flug der Sphinx (Le vol du Sphinx)
- 1985: Gefahr im Verzug (Péril en la demeure)
- 1985: Wie aus heiterem Himmel (Les étonnements d’un couple moderne)
- 1986: Sommer ’36 (L’été 36)
- 1986: Twist Again in Moskau (Twist again à Moscou)
- 1987: Châteauroux District
- 1987: Funny Boy
- 1987: Liebe ist kein Beweis (Preuve d’amour)
- 1988: Baby Blues (Baby Blues)
- 1989: Moitié-moitié
- 1990: Deux flics à Belleville
- 1990: Frédéric und das Freudenmädchen (Les mouettes)
- 1991: Le gang des tractions (Mehrteiler)
- 1991: Salz auf unserer Haut (Salt on Our Skin)
- 1992: Sniper 2: L’affaire Petracci
- 1992: Nur aus Liebe (Il cielo non cade mai) (Mehrteiler)
- 1992: Archipel
- 1993: Estelle (Mehrteiler)
- 1993: Une partie en trop
- 1993: L’amour assassin
- 1993: Le sang des innocents
- 1994: Sa dernière lettre
- 1994: Un orage immobile
- 1995: Les faux-frères
- 1995: Le fils de Paul
- 1995: Paroles d’enfant
- 1996: La vie avant tout
- 1997: Un homme
- 1997: Il padre di mia figlia
- 1997: La bastide blanche (zwei Folgen)
- 1997: La basse-cour (zwei Folgen)

## Bibliografie
- Le sommeil de l‘autre. Éditions Stock, 1990, ISBN 2234022525.
- Poupées russes. Flammarion, 1993, ISBN 2080669885.
- Les yeux cernés. Anne Carrière, 1999, ISBN 2843370817.
- La traversée du silence. Albin Michel, 2002, ISBN 270287553X.
- La solitude des soirs d'été. Albin Michel, 2013, ISBN 2226248315.
- Nos vies insoupçonnées. Albin Michel, 2016, ISBN 978-2226322876.
- Dans l'ombre des hommes. Albin Michel, 2021, ISBN 978-2226452313.